# Római császárkor
A római császárkor vagy a Római Császárság, avagy bizonyos értelemben a Római Birodalom mint császári birodalom az ókori Róma harmadik korszaka, mely a királyságot és a köztársaságot váltotta i. e. 27-ben és i. sz. 476-ig tartott. A birodalom ekkor érte el legnagyobb kiterjedését, és vált az ókori Európa legnagyobb hatalmává. A császárkor (részletesen lásd az egyes császárok nevénél) két nagyobb szakaszra tagolódik: a principatus (i. e. 27 – i. sz. 284) és a dominatus (284–476) korára. A principatus korában a köztársasági intézmények, noha sokáig még léteztek, teljesen kiüresedtek és jóformán minden jelentőségüket elvesztették. Diocletianus (284–305) átszervezte a birodalom közigazgatását, a polgárokból alattvalók (subiecti) lettek, s a birodalom dominatusszá, abszolút monarchiává vált.

## A principatus kora
Augustust, miután a második triumvirátus felhatalmazása lejárt, többször consuli, majd i. e. 27-től az egész birodalomra kiterjedő proconsuli hatáskörrel ruházták fel; i. e. 23-ban a néptribunusi jogokat is megkapta, i. e. 12-től pontifex maximus és pater patriae.
Augustus átszervezte a hadsereget: 25 légiót mint állandó haderőt állandóan fegyverben tartott – ezek egy része a provinciákban állomásozott, elosztásuk a hadi helyzethez igazodott –, személyes biztonságára pedig a 9 cohors praetoriánus gárda, illetve germán testőrsége felügyelt. Átrendezte a provinciák helyzetét: a már korábban pacifikált tartományokat a Senatus igazgatta (itt nem állomásozott hadsereg), a hadászatilag jelentős vagy még nem pacifikált provinciákat pedig Augustus kormányozta megbízottai által (legati Augusti pro praetore). A közvélemény caesari hódításokat várt tőle, Augustus hangsúlyozott politikai törekvése azonban a birodalom békéjének helyreállítása, a pax Romana (Augusta) megteremtése volt. Mindazonáltal uralkodása idején Róma nagy területeket hódított meg: csapatai elérték a Duna középső folyását (Pannonia meghódítása), és az Elbáig nyomultak előre.
Nagymértékben csökkent a senatus hatalma: a kül- és belpolitikát egyaránt Augustus irányította. A pénzügyekben az Augustus által létrehozott fiscus adta ki az arany- és ezüstpénzeket, a senatusi aerariumhoz csak a váltópénzek verése tartozott. Az uralkodó a családi ügyekbe is beavatkozott: a vagyonos rétegek közmondásosan erkölcstelen életmódja miatt i. e. 18-ban a senatori és lovagrend számára kötelezővé tette a házasodást, a házasságtörés ellen pedig szigorú rendelkezéseket hozott. Augustus i. sz. 14. augusztus 19-én Nolában halt meg. Halála után istenné avatták (consecratio). Utódjával, Tiberiusszal kezdetét vette a római császárkor első dinasztiájának, a Iulius–Claudius-dinasztiának az uralma.
A Iulius–Claudiusok egy évszázados uralkodása alatt Itália élete megváltozott. Kialakult a nagy kiterjedésű földbirtokok, a latifundiumok rendszere – Augustus egy rendelete szerint a senatoroknak jövedelmük egyharmadát itáliai földvásárlásba kellett fektetni. Ezeken a hatalmas földeken már nemcsak rabszolgákat, hanem – bérlőként – szabadokat is dolgoztattak. A provinciákból (főleg Africából és Aegyptumból) behozott olcsó gabona miatt az itáliai gazdaságok jövedelmezőbb termékek (gyümölcs, bor, olaj stb.) termelésére tértek át, melyekből a birodalom minden részébe exportáltak. Fellendült a kézművesipar: a fazekasműhelyekben tömegesen állították elő a tartós mázzal bevont, védjeggyel ellátott agyagtárgyakat (terra sigillata), s jelentős volt az üveg- és bronzáruk termelése. A tartós béke felélénkítette a kereskedelmet, a birodalom területét behálózták a kereskedelmi útvonalak.
Változások történtek a közigazgatásban is. A lovagrend hivatali nemességgé emelkedett. A provinciák adózási rendjének és közigazgatásának megváltozásával a lovagok elvesztették fő bevételi forrásaikat – az adóbérleteket, ill. provinciális kereskedelmi és hitellehetőségeik nagy részét –, megnövekedett azonban közigazgatási szerepük. Augustus óta közülük kerültek ki a császári jövedelmek kezelői (procuratorok) és a főbb tisztviselők (praefectusok). Az új hivatalnoki réteg megbízhatóbb támasza volt a császári hatalomnak, mint az arisztokratikus hagyományaihoz ragaszkodó senatori rend. A császári hivatali apparátus megteremtése Claudius császár (41–54) nevéhez fűződik: megszervezte többek között a császári magánkincstárat (a provinciális kincstárak és a római könyvelési központ összevonásával), felállította a császári bürokrácia főbb hivatalait, állami postát hozott létre, s elkülönítette a császári magánjellegű és állami ügyek intézését. Ebben az időszakban alakultak ki a császárkorra jellemző településformák: a falu (vicus), ill. a város (civitas), melynek két formája a municipium és a colonia volt. A falvak közigazgatásilag valamelyik városhoz tartoztak, a városok pedig önálló önkormányzattal rendelkeztek. A két városi településforma közül a colonia volt a magasabb rangú, s tagjai római polgárok voltak. Claudius alapította többek között Savariát (Szombathely), mely colonia rangú város volt.
A Flavius-dinasztia (69–96; Vespasianus, Titus, Domitianus) idején átszervezték a császári földbirtokrendszert: az állami földeket (ager publicus) beolvasztották a császári birtokba (res privata). A császári birtokon a rabszolgák mellett bérlők (colonusok) dolgoztak, akik a bérleti díjon felül a bérletbe nem adott földeken 6–12 napi ingyen munkát is teljesítettek. A hadsereg összetétele is megváltozott. Vespasianusig a legiókban csak itáliaiak szolgálhattak, a provinciák lakói adták a segédcsapatokat. Vespasianustól a polgárjoggal nem rendelkező provinciálisok is bekerültek a legiókba, s leszerelésük után (vagy valamilyen kiemelkedő haditettet végrehajtva) megkapták a polgárjogot.
Az örökbefogadott császárok:(96–138; Nervától Hadrianusig) nem leszármazás, hanem örökbefogadás alapján követték egymást; a császár a környezetéből maga jelölte ki utódját, fiává fogadta (adoptio) és felruházta a hatalom minden tartozékával. A birodalom ebben az időszakban, Traianus császár alatt érte el legnagyobb kiterjedését. Magába foglalta északon, az Al-Duna vidékén Daciát, a Fekete-tengertől keletre Armenián át egészen a Kaszpi-tengerig nyúlt, bekebelezte Asszíriát, Mezopotámiát, Arábiát, Egyiptomot és Kürénét.
Hadrianus alatt a császári közigazgatás az egész birodalmat behálózó, egységes szervezetté vált. A legfőbb irányító és ellenőrző testület a császári tanács (consilium principio) volt, melynek tagjait a császár nevezte ki. A közigazgatás a praefectusok feladata volt, akik között a legmagasabb rangú a két praefectus praetorio volt. A provinciákban helytartók (procuratorok) igazgatták az államügyeket. Ebben az időben a 40 római provincia közül már csak 11 tartozott a senatus irányítása alá. A birodalom megerősített határvonala, a limes, melyet még Domitianus kezdett el építeni, Hadrianus alatt egységes védőrendszerré vált. A hadsereg a határvonal mellett állomásozott, állandó jellegű, kőből épített, ill. földsánccal megerősített kiegészítő táborokban. A császárság erre az időre véglegesen egyeduralommá, bürokratikus abszolutizmussá vált, a 3. századra pedig nyílt katonai diktatúrává fejlődött. 
Az Antoninus császárok: (138–193; Antoninus Pius-tól Pertinaxig): Ekkor zajlott 166–166-ig a párthus háború, ekkor kezdődtek a dunai háborúk 166–175-ig, majd 175–180-ig. Piust Marcus Aurelius és Lucius Verus követték, majd 180-tól Commodus és az utolsó Antonius Pertinax 193-ban csak 66 napot uralkodott. 
A polgárháború és a Severus-kor (193–235; Septimius Severustól Severus Alexanderig) négy császár hatalmi harcával kezdődött; közülük a pannoniai légiók legatusa, Septimius Severus került ki győztesen. A gazdaság hanyatlásával a pénz elértéktelenedése felgyorsult, s ezzel együtt egyre nagyobb szerepet kapott a szabadok által végzett kötelező közmunka (munus). Caracalla a birodalom szabad lakóinak (a fegyverrel leigázottak kivételével) megadta a polgárjogot. 
A katonai anarchia időszaka: (235–283; Maximinustól Numerianusig) A Severus-dinasztia (235) bukása után trónra lépő Maximinus Thraxszal a katonai anarchia kora köszöntött a birodalomra. A sorozatos államcsínyek és az erősödő külső támadások zűrzavaros állapotokat idéztek elő. Tetőzött a gazdasági válság, a pénz jóformán elértéktelenedett. A stabilizálódási folyamat, mely Gallienus (260–268) intézkedéseivel indult meg, végül Diocletianus (majd Constantinus) dominatusához vezetett.

## A dominatus kora

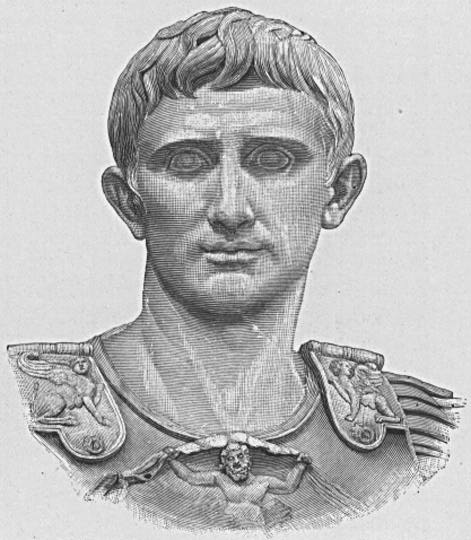
Augustus

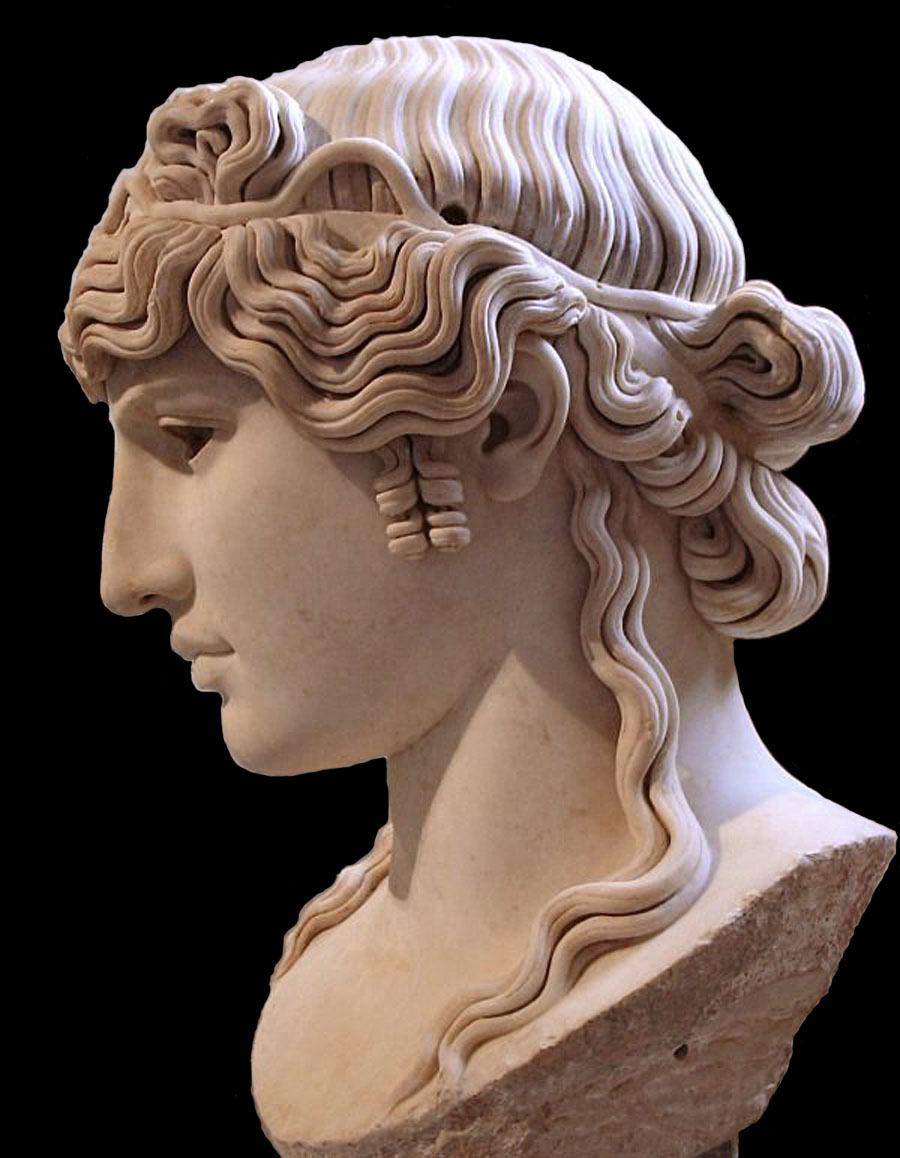
Antinous Mondragone, Hadrianus (állítólagos) szeretője

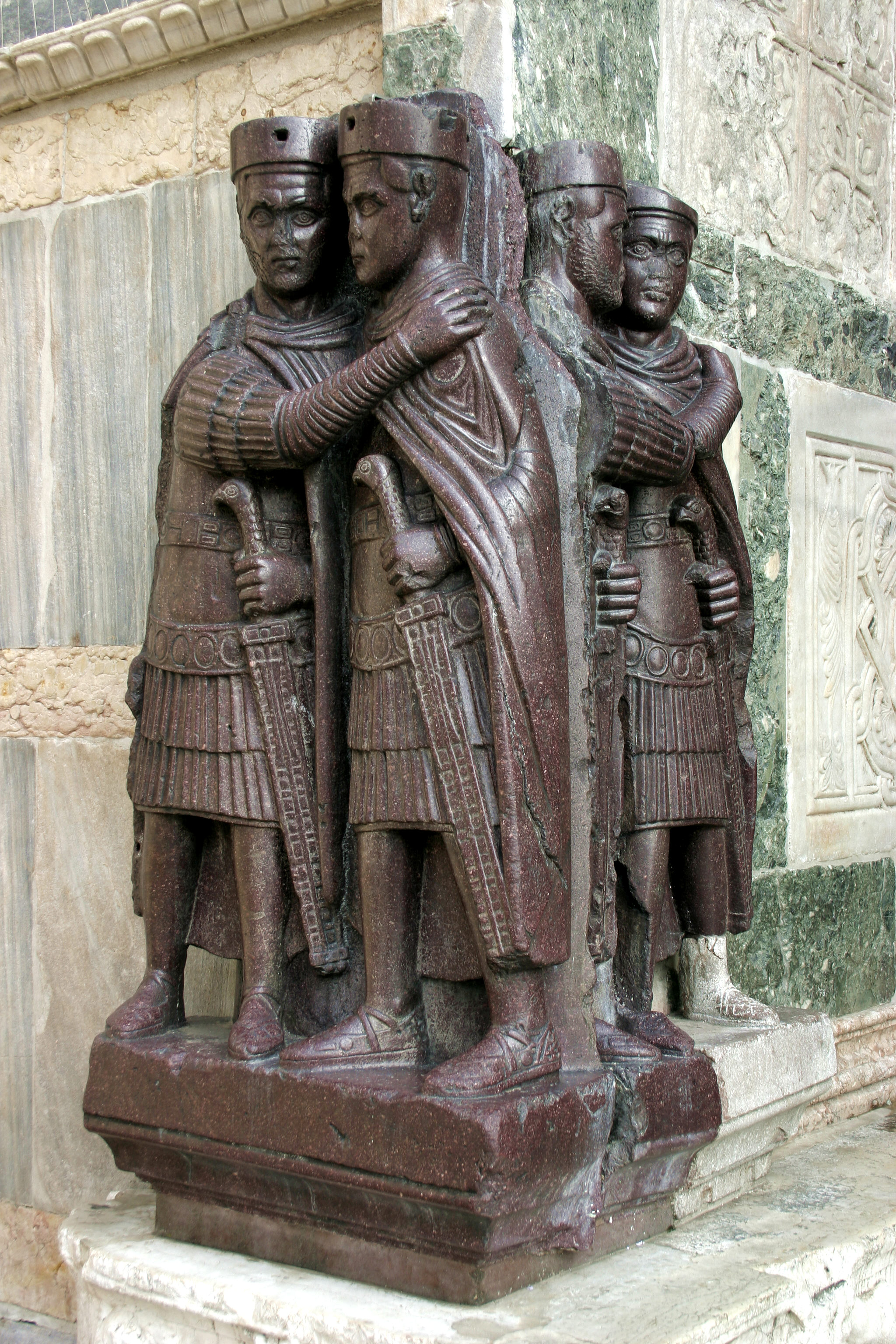
A tetrarchák. A 4. század elején készült porfír szoborcsoport

Diocletianus (284–305) megosztotta hatalmát: ő maga a keleti, társcsászára, Maximianus a nyugati területet kormányozta (Nicomedia, ill. Mediolanum székhellyel). Később ez a rendszer bonyolultabbá vált, miután mindketten egy-egy utódlási joggal felruházott alcsászárt (caesar) választottak maguk mellé. Diocletianus célja ezzel a tetrarchikus rendszerrel a császári hatalom decentralizálása volt: így a császári testület egy tagja mindig jelen lehetett a fontos területeken. A birodalmat 12 közigazgatási körzetre (dioikészisz) osztották. A provinciák számát (ezek ekkor már mind császáriak voltak) további kettéosztásokkal 100-ra emelték, és magát Itáliát is tartományokra osztották. A provinciák szerkezete egységessé vált: minden helytartó mellé hivatali apparátust (officium) szerveztek.
A hadsereg is átalakult, a katonai igazgatás elvált a polgári közigazgatástól: a provinciális hadseregek vezérei (dux) csak a központi hatalomnak voltak alárendelve. A határvédő légiók állománya főleg barbár telepesekből állt össze; a harcoló légiók a négy császár közelében állomásoztak, ők adták az uralkodók katonai kíséretét (comitatus). A decentralizált uralmi rendet ellensúlyozták a főképpen a közigazgatást érintő központosító és egységesítő törekvések. A municipiumok és coloniák elveszítették autonómiájukat, vezetőik feladata az állami kötelezettségek, adók és közmunkák behajtása és elvégeztetése lett.
Diocletianus bevezette a kettős adózás (iugatio–captatio, azaz föld- és fejadó) rendszerét. A pénzromlást új pénzek kibocsátásával, ill. az árak és a bérek maximálásával állította meg. Hogy a pénz vásárlóértékét tartósítsa, az összes árucikk és munkabér értékét az általa kibocsátott denariusban (kb. 3,4 g bronz) határozta meg (azaz kiiktatta a piac önmozgását).
A dominatus (Theodor Mommsen elnevezése) rendszerében a császár feltétlen ura volt alattvalóinak, egyben isteni személy. Személye körül bonyolult szertartásrend szabályozta az életet. Ajtónállók során keresztül lehetett bejutni hozzá, s szokás lett mindent, ami vele kapcsolatos (lakóépületét, tanácsát stb.), szentnek nevezni. A császár bíborba és aranyba öltözött, diadémet viselt, és elé lépve kötelező volt a (perzsa eredetű) adoratio szertartása: mély meghajlás (proszkünészisz) és kézcsók.

## A kereszténység terjedése
A keresztény vallás a II. században kezdett szélesebb körben elterjedni. Nero óta a keresztényeket titkos és tilalmas társaságnak (collegium illicitum) tekintették, melynek tagjait halállal is sújthatták. Néha amfiteátrumokban vadállatok elé vetették a hitükhöz ragaszkodókat – Marcus Aurelius alatt Lugdunumban (Lyon) 20 keresztény szenvedett ilyen módon mártíromságot. Rendszeres üldözésük azonban csak Diocletianus uralkodása alatt kezdődött. Ennek során sokan tagadták meg hitüket, de nagy volt a vértanúk és a kényszermunkát vállalók száma is. Diocletianus halála után keresztényellenes rendeletei érvényben maradtak, végrehajtásuk azonban már akadozott. Végül I. Constantinus milánói ediktuma (313) vallásszabadságot adott a keresztényeknek: üldözésük véget ért, elkobzott javaikat visszakapták. Az elkövetkező ötven évben oly mértékben gyarapodott a keresztények száma és növekedett kormányzati befolyásuk, hogy Iulianusnak már a klasszikus vallások egyenjogúsága érdekében kellett fellépni.
A keresztény vallás (pontosabban az arianizmussal és más eretnek irányzatokkal szemben álló nicaeai katolikus irányzat) I. Theodosius és társcsászárai alatt 380-ban államvallás lett (una vera catholica fides), minden más kultuszt betiltottak.

## A feudalizmus csírái

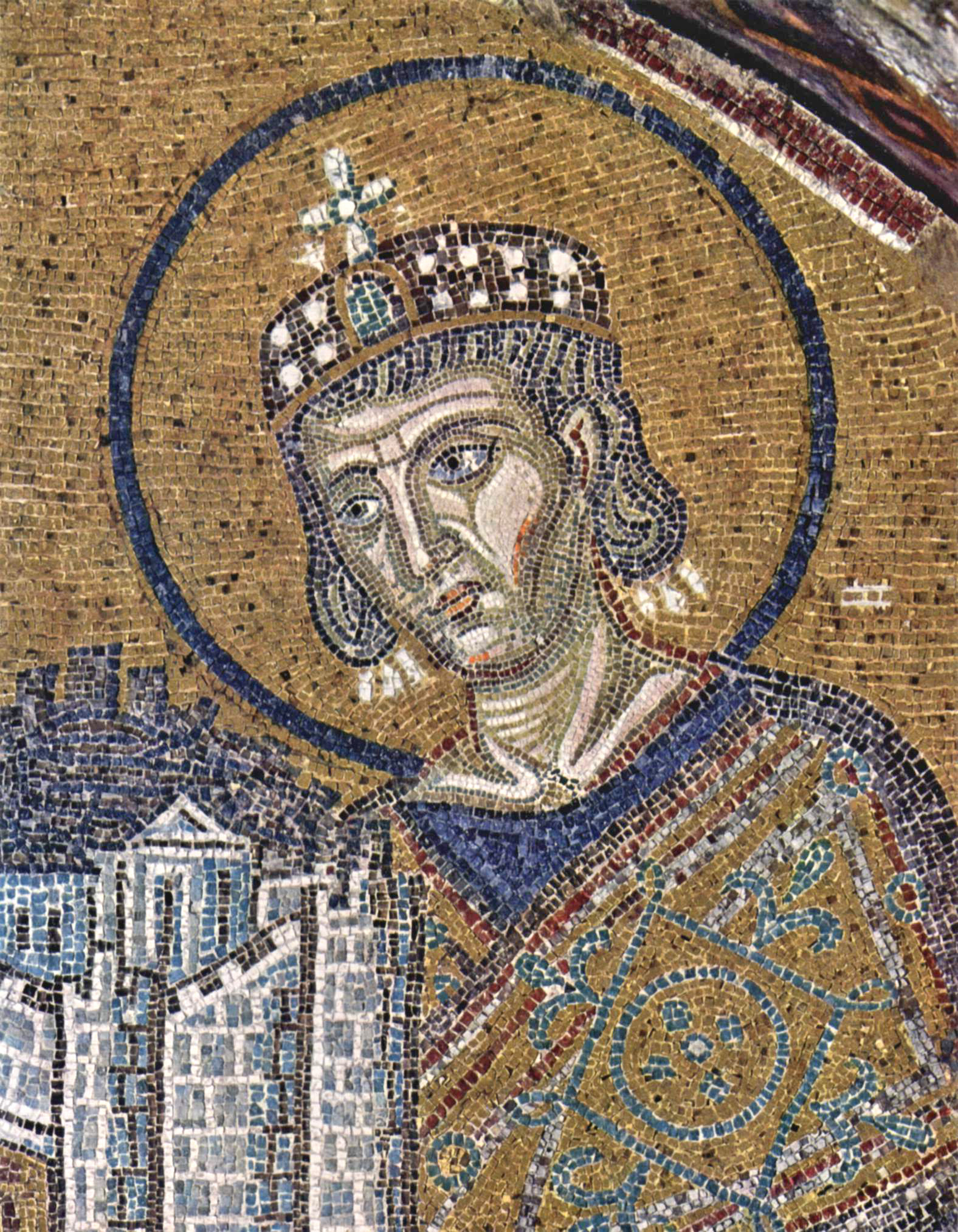
Egy mozaik Constantinusról a Hagia Szophia székesegyházban

Constantinus labaruma

Constantinus alatt, Diocletianus kezdeményezései nyomán kialakult a több évszázados érvényű császári bürokrácia kormányzási rendszere. A legfőbb kormányzó testület a császári tanács (consistorium sacrorum) volt, melynek tagjai a kormányzati szervek vezetői mellett azok voltak, akiket a császár comes címmel tüntetett ki (comites consistorii). A helyi közigazgatás legfőbb szerve a három praefectus praetorio volt (a keleti, a középső és a nyugati területek élén). Az egyes provinciacsoportokat a nekik alárendelt vicariusok irányították. 
Constantinus volt az első császár, aki a colonusok önkényes elköltözését, más birtokra való elköltözését megtiltotta és szigorúan büntette. A parasztokat röghöz kötötték, a kézműveseket collegiumokba kényszerítették. Constantinus és utódai alatt olyan kasztszerű társadalmi viszonyok kezdtek kialakulni, ahol a nagy társadalmi csoportok tagjai, senatorok, hivatalnokok, kézművesek, parasztok stb. örökölték társadalmi helyzetüket, s e körből gyakorlatilag lehetetlen volt kitörni. Az elvileg még rabszolgatartó társadalom mélyén feudális viszonyok kezdtek kibontakozni.
A Diocletianus és Constantinus által létrehozott dominatus rendszere a 3. század nagy gazdasági válsága után megszilárdította a Római Birodalmat, de ez a stabilitás csak időleges volt, mintegy előkészítője annak a sokkal súlyosabb válságnak, amely végül romlásba döntötte Rómát.

## A népvándorlások
Népvándorláson a Római Birodalmon kívüli, főleg germán, ill. iráni, szláv, türk stb. törzsek kelet–nyugati, ill. észak–déli irányú tömeges megmozdulásait értjük. A 360-70-es években a Belső-Ázsiából a Volga vidékére nyomuló hunok elől menekülő vizigótok bebocsátást kértek a Római Birodalom területére (376). Letelepedési szerződésük után a gótok államot alkottak az államban, királyuk államfői hatalommal rendelkezett a kijelölt területen. A gót betelepülést más barbár törzsek letelepülése követte (foederatus – azaz szövetségesi – joggal). 
Theodosius (379/394–395) halála után fiai, Flavius Arcadius és Flavius Honorius felosztották a birodalmat. Ezzel megszűnt a birodalom egysége, létrejött a Keletrómai Birodalom – Konstantinápoly (Bizánc) központtal – és a Nyugatrómai Birodalom, melynek fővárosa 402-től Ravenna lett.
A Nyugatrómai Birodalom a szakadás után még nyolc évtizedig állt fenn, ez alatt a germán, hun, alán stb. támadások miatt egyre szűkebb határok közé szorult, sorra elveszítette a tartományai feletti fennhatóságát. A gótok 410-ben I. Alarik nyugati gót király vezetésével végigdúlták Itáliát, elfoglalták Rómát is. A hun támadások a 400-as évektől veszélyeztették főleg a Keletrómai Birodalom területeit – ezeket hadisarcok fizetésével igyekeztek elhárítani. Attila hun király serege 451-ben kelt át a Rajnán; előrenyomulásuk a catalaunumi csata után megtorpant, ám a következő évben Itáliába is betörtek, s egészen Aquileiáig nyomultak.
Attila halála (453) után a hun birodalom széthullott. A hun veszedelem elmúlása után Rómában gyorsan váltották egymást a császárok; a városban anarchisztikus állapotok uralkodtak el, amit tetézett a folyamatos külső fenyegetés is. 455-ben a volt Africa provincia területén királyságot alapított vandálok elfoglalták s kifosztották Rómát. A gót szövetségesek függetlenítették magukat. 476-ban a kiskorú Romulus Augustulus császárt Odoaker germán hadvezér megfosztotta hatalmától, a császári jelvényeket pedig Konstantinápolyba küldte, Zénó keletrómai császárhoz. Ezzel megszűnt a Római Birodalom és Itália egyike lett az önálló germán királyságoknak. A keleti császárok ettől fogva a Római Birodalom egyedüli uralkodóinak tekintették magukat, s a formaságok életben tartásával igyekeztek megtartani a germán államok feletti jogi fennhatóságot. I. Justinianus (527–565) még megpróbálta visszaállítani a birodalom egységét, ez azonban már nem sikerülhetett. A történelemtudomány 476-ot, vagyis az utolsó császár lemondatásának évét tekinti jelképesen az ókor végének is.